# Priboi (Kaliningrad)
Priboi (russisch Прибой, deutsch Rosehnen, 1938–1945 Seebad Rosehnen) ist ein Ortsteil der Stadt Selenogradsk im Rajon Selenogradsk in der russischen Oblast Kaliningrad.

## Geographische Lage
Priboi liegt an der Ostseeküste, vier Kilometer südwestlich der Rajonstadt Selenogradsk (Cranz) und 26 Kilometer nördlich der Oblasthauptstadt Kaliningrad (Königsberg). Das Seebad ist über die Kommunalstraße 27K-278 von Kamenka (Michelau) an der Regionalstraße 27A-013 (ex A192) aus zu erreichen. Durch Priboi führt die Bahnstrecke Kaliningrad–Selenogradsk–Pionerski (Königsberg–Cranz–Neukuhren) mit dem Haltepunkt Sokolniki 1 (bis 1945 Cranz-Rosehnen).

## Geschichte

Rosehnen, zwischen Kurischer Nehrung und Frischer Nehrung an der Ostseeküste nördlich von Königsberg, auf einer Landkarte von 1910 (siehe linke Bildhälfte).

Das einstige Seebad Rosehnen wurde im Jahre 1874 in den neu errichteten Amtsbezirk Michelau (heute russisch: Kamenka) eingegliedert, der zum Landkreis Fischhausen im Regierungsbezirk Königsberg der preußischen Provinz Ostpreußen gehörte. Am 20. November 1893 schloss sich Rosehnen mit Michelau zur neuen Landgemeinde Michelau zusammen. Am 22. März 1929 wurde das Gebiet Rosehnens der Gemeinde Michaelau in die Landgemeinde Cranz (heute russisch: Selenogradsk) umgegliedert.
Der Zweite Weltkrieg hatte zur Folge, dass das nördliche Ostpreußen und mit ihm auch das Seebad Rosehnen in die Sowjetunion eingegliedert wurde. 1947 erhielt der Ort die russische Bezeichnung „Priboi“ und wurde gleichzeitig dem Dorfsowjet Cholmski selski Sowet im Rajon Primorsk zugeordnet. Im Jahr 1959 gelangte der Ort in den Wischnjowski selski Sowet. Im Jahr 2002 wurde Priboi (wieder) in die Stadt Selenogradsk eingemeindet.

## Kirche
Die vorwiegend evangelische Bevölkerung Rosehnens war vor 1945 in das Kirchspiel Cranz-Sarkau (heute russisch: Selenogradsk-Lesnoi) eingepfarrt. Es gehörte zum Kirchenkreis Königsberg-Land II innerhalb der Kirchenprovinz Ostpreußen der Kirche der Altpreußischen Union. Auch heute besteht wieder eine kirchliche Orientierung von Priboi nach Selenogradsk, wo sich in den 1990er Jahren eine neue evangelisch-lutherischen Gemeinde gebildet hat. Sie ist eine Filialgemeinde der Auferstehungskirche in Kaliningrad (Königsberg) innerhalb der Propstei Kaliningrad der Evangelisch-lutherischen Kirche Europäisches Russland.